# Араваноподобни (надразред)
Араваноподобните или Костноезични (Osteoglossomorpha) са надразред животни от клас Лъчеперки (Actinopterygii).
Включва 2 съвременни разреда сладководни риби, разпространени главно в тропичните области. Те са смятани за най-примитивните костни риби и включват разнородни групи със специфичнии адаптации към средата, като образуването на електрически заряди при някои видове.

## Разреди
Надразред Osteoglossomorpha – Араваноподобни
- Разред Hiodontiformes
- Разред Osteoglossiformes – Араваноподобни